# 莽岭乡
莽岭乡，是中华人民共和国西藏自治区昌都市芒康县下辖的一个乡镇级行政单位。

## 行政区划
莽岭乡下辖以下地区：
上莽岭村和下莽岭村。